# Lemmy

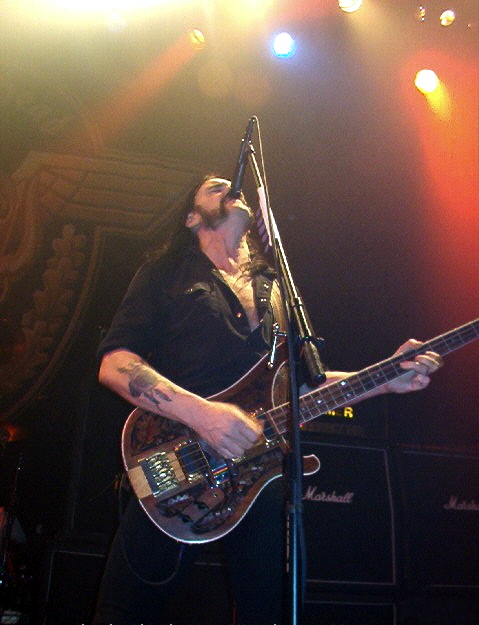
Lemmy se apresentando com o Motörhead.

Ian Fraser Kilmister (Stoke-on-Trent, 24 de dezembro de 1945 — Los Angeles, 28 de dezembro de 2015), conhecido como Lemmy Kilmister, foi um cantor, baixista e compositor inglês, conhecido por ser o fundador da banda de rock inglesa Motörhead. Era adorado pelos seus fãs por sua postura autêntica, estilo de tocar, timbre, e voz marcante. O apelido "Lemmy" seria pela época em que Lemmy era roadie e sempre pedia £5 emprestado (em inglês: - lemmy a fiver (lend me a fiver)), embora o próprio músico tenha dito em sua autobiografia que já era chamado assim desde os 10 anos de idade.
Antes de ser músico, foi roadie do cantor e guitarrista Jimi Hendrix, tocou nas bandas Rockin' Vickers e Sam Gopal, sendo roadie da banda Hawkwind, onde ocupou o lugar do baixista que havia faltado no show - e deixado o instrumento na van da banda. Expulso da Hawkwind por ter sido detido no Canadá com anfetaminas, montou sua banda, originalmente chamada de Bastards, mais tarde renomeada como Motörhead; o nome vem da última música de Lemmy escrita para o Hawkwind. Sua autobiografia, White Line Fever, narra sua carreira e os principais altos e baixos enfrentados pela banda.
No dia 28 de dezembro de 2015, foi anunciado na página oficial do Facebook da banda que Lemmy havia falecido devido a problemas de saúde. Ele havia completado 70 anos quatro dias antes.

## Infância e adolescência
Lemmy nasceu na véspera de natal em 1945 em Burslem, Stoke-on-Trent, Inglaterra. Quando tinha três meses, seu pai, Sydney Davy A. Kilmister, um ex-capelão da força aérea real, se separou de sua mãe Jessie Milda Simpson. Sua mãe e sua avó moravam em Newcastle e se mudaram para Madeley, Staffordshire. Quando completou dez anos, sua mãe se casou com George Willis, que já tinha dois filhos de outro casamento, Patricia e Tony, com os quais não se relacionava. A família se mudou para uma fazenda em Benllech no País de Gales, foi nessa época que Lemmy começou a mostrar interesse em rock and roll, música, garotas e cavalos. Frequentava a escola Ysgol Syr Thomas Jones em Amlwch, onde foi apelidado "Lemmy", que apesar dos boatos sobre a origem do apelido, o próprio diz desconhecer o porquê.
Ele viu os Beatles tocarem no Cavern Club quando tinha 16 anos, depois aprendeu a tocar guitarra escutando o primeiro disco deles. Ele também admirava a atitude sarcástica da banda, particularmente de John Lennon. Ao sair da escola e com a mudança de sua família para Conwy, Lemmy teve alguns empregos temporários, um deles na fábrica Hotpoint da cidade, ao mesmo tempo tocava guitarra em bandas locais como a The Sundowners e ainda passava algum tempo em uma escola de montaria. Aos 17 anos, ele conheceu uma garota chamada Cathy, e a seguiu até Stockport onde ela teve seu filho, Sean. Sean foi deixado para adoção.

## Morte
Lemmy morreu na sua casa em Los Angeles, Califórnia, no dia 28 de dezembro de 2015, aos 70 anos de idade, em decorrência de um agressivo câncer de próstata, arritmia cardíaca e insuficiência cardíaca. O vocalista já vinha sofrendo de diabetes e outros problemas de saúde havia vários anos.
Encontra-se sepultado no cemitério Forest Lawn Memorial Park (Hollywood Hills).

## Discografia
Como membro do Motörhead
- 1977: Motörhead
- 1979: Overkill
- 1979: Bomber
- 1980: Ace of Spades
- 1982: Iron Fist
- 1983: Another Perfect Day
- 1986: Orgasmatron
- 1987: Rock 'n' Roll
- 1991: 1916
- 1992: March ör Die
- 1993: Bastards
- 1995: Sacrifice
- 1996: Overnight Sensation
- 1998: Snake Bite Love
- 2000: We Are Motörhead
- 2002: Hammered
- 2004: Inferno
- 2006: Kiss of Death
- 2008: Motörizer
- 2010: The Wörld Is Yours
- 2013: Aftershock
- 2015: Bad Magic
- 2017: Under Cöver

Como membro do The Rockin' Vickers
- 1965 – "Zing! Went the Strings of My Heart" / "Stella" (7" single)
- 1965 – "It's Alright" / "Stay By Me" (7" single)
- 1966 – "Dandy" / "I Don't Need Your Kind" (7" single)
- 2000 – The Complete: It's Alright (coletânea)

Como membro do Sam Gopal
- 1969 – Escalator
- 1969 – "Horse" / "Back Door Man" (7" single)

Como membro do Hawkwind
- 1972 – "Silver Machine" / "Seven by Seven" (7" single)
- 1972 – Glastonbury Fayre – contém "Silver Machine" e "Welcome to the Future"
- 1972 – Greasy Truckers Party – contém "Born to Go" e "Master of the Universe" (10/11 Hawkwind tracks on 2007 re-release)
- 1972 – Doremi Fasol Latido
- 1973 – "Lord of Light" / "Born to Go" (7" single)
- 1973 – "Urban Guerrilla" / "Brainbox Pollution" (7" single)
- 1973 – Space Ritual
- 1974 – Hall of the Mountain Grill
- 1974 – "Psychedelic Warlords" / "It's So Easy" (7" single)
- 1975 – "Kings of Speed" / "Motorhead" (7" single)
- 1975 – Warrior on the Edge of Time
- 1983 – The Weird Tapes (ao vivo e ensaios, 1967–1982)
- 1984 – The Earth Ritual Preview EP
- 1985 – Bring Me the Head of Yuri Gagarin (live 1973)
- 1985 – Space Ritual#Volume 2 (live 1972)
- 1986 – Hawkwind Anthology (ao vivo e ensaios, 1967–1982)
- 1991 – BBC Radio 1 Live in Concert (live 1972)
- 1992 – The Friday Rock Show Sessions (live 1986)
- 1997 – The 1999 Party (live 1974)

Como membro da Robert Calvert's band
- 1974 – "Ejection" / "Catch a Falling Starfighter" (7" single)
- 1974 – Captain Lockheed and the Starfighters
- 1980 – "Lord of the Hornets" / "The Greenfly and the Rose" (7" single)

Projetos e outros álbuns
- 1990 – Lemmy & The Upsetters – Blue Suede Shoes
- 2000 – Lemmy, Slim Jim & Danny B (aka The Head Cat) – Lemmy, Slim Jim & Danny B
- 2006 – The Head Cat – Fool's Paradise
- 2006 – The Head Cat – Rockin' the Cat Club: Live from the Sunset Strip
- 2006 – Lemmy – Damage Case (coletânea)
- 2007 – Keli Raven & Lemmy Kilmister "Bad Boyz 4 Life" (single).
- 2011 – The Head Cat – Walk The Walk… Talk The Talk

Colaborações de bandas
- 1978 – The Doomed (one off performance at the Electric Ballroom, September 5, 1978) Bootleg gravado com Dave Vanian, Captain Sensible e Rat Scabies. Brian James saiu The Damned e levou os direitos do nome com ele.
- 1979 – The Damned – "I Just Can't Be Happy Today" / "The Ballroom Blitz" (with Lemmy on bass) / "Turkey Song" (7" single) – disponível com faixa bônus da reedição do álbum Machine Gun Etiquette
- 1980 – The Young & Moody Band – "Don't Do That" (7" & 12" single)
- 1981 – Headgirl (Motörhead & Girlschool) – St. Valentine's Day Massacre EP
- 1982 – Lemmy & Wendy O. Williams – Stand by Your Man EP

Colaborações de caridade
- 1984 – Hear'n'Aid –
- 1985 – The Crowd - You'll Never Walk Alone (Bradford City F.C. Fire Disaster)
- 2011 – Emergency - Livewire + Girlschool + Rudy Sarzo vocal (Haiti Appeal)[8]

Participações como convidado
- 1988 – Albert Järvinen Band – Countdown
- 1989 – Nina Hagen – Nina Hagen - participa em "Where's the Party"
- 1992 – Bootsauce – Bull – participa em "Hold Tight"
- 1994 – Fast Eddie Clarke – It Ain't Over Till It's Over – participa em "Laugh at the Devil".
- 1994 – Shonen Knife – Rock Animals – participa em "Tomato Head" single remix (Track 3 – "Lemmy In There Mix") – não a faixa do álbum
- 1996 – Skew Siskin – Electric Chair Music
- 1996 – Ugly Kid Joe – Motel California
- 1996 – Myth Dreams of World – Stories of the Greek & Roman Gods & Goddesses
- 1996 – Skew Siskin – Voices from the War
- 1997 – The Ramones – We're Outta Here! – participa em "R.A.M.O.N.E.S."
- 1999 – Jetboy – Lost & Found
- 1999 – Skew Siskin – What the Hell
- 1999 – A.N.I.M.A.L. – Usa Toda Tu Fuerza – participa numa versão de "Highway to Hell" do AC/DC
- 2000 – Doro – Calling the Wild
- 2000 – Swing Cats – A Special Tribute to Elvis – participa em "Good Rockin' Tonight", "Trying to Get to You" and "Stuck On You"
- 2001 – The Pirates – Rock Bottom
- 2001 – Hair of the Dog – Ignite – guests on "Law"
- 2002 – Royal Philharmonic Orchestra, Mike Batt e covidados – Philharmania – participa em "Eve of Destruction"
- 2003 – Ace Sounds – Still Hungry
- 2003 – Skew Siskin – Album of the Year
- 2004 – Probot – Probot – participa em "Shake Your Blood"
- 2005 – Throw Rag – 13 Ft. and Rising – participa em "Tonight the Bottle Let Me Down"
- 2006 – Doro – 20 Years – A Warrior Soul – participa em "Love Me Forver" & "All We Are"
- 2007 – The Warriors – Genuine Sense of Outrage – participa em "Price of Punishment"
- 2007 – Keli Raven single "Bad Boyz 4 Life" (co-writer & guest vocalist)
- 2008 – Airbourne – Participa como ator no videoclipe "Runnin' Wild" do Airbourne
- 2008 – We Wish You a Metal Christmas – Run Run Rudolph
- 2008 – Legacy – álbum Girlschool – Don't Talk to Me vocal, baixo, triângulo e letras.
- 2009 – Queen V – Death or Glory – participa em "Wasted"
- 2009 – Brütal Legend (video game) – The Kill Master (voice)
- 2010 – Slash - Slash - "Doctor Alibi" (vocal e baixo)
- 2011 – Michael Monroe – Sensory Overdrive participa em "Debauchery As A Fine Art"
- 2011 – Foo Fighters – Participa como ator no videoclipe "White Limo" do Foo Fighters
- 2012 – Nashville Pussy – Participa na música "Lazy Jesus" de Nashville Pussy  na reedição do álbum "From Hell to Texas"

Participações em trilhas sonoras de filmes, tributos, wrestling e álbuns de artistas variados
- 1990 – Hardware: Original Soundtrack – contém "A Piece of Pipe" de Kaduta Massi com Lemmy
- 1990 – The Last Temptation of Elvis: Blue Suede Shoes – contém "Blue Suede Shoes" de Lemmy & The Upsetters
- 1992 – Hellraiser III - Hell on Earth – Com a música Hellraiser nos créditos do filme
- 1994 – Airheads: Participação especial no filme e toca "Born to Raise Hell" a trilha sonora
- 1997 – Dragon Attack: A Tribute to Queen – toca em "Tie Your Mother Down"
- 1998 – Thunderbolt: A Tribute to AC/DC – toca em "It's a Long Way to the Top"
- 1998 – ECW: Extreme Music – contém uma regravação de "Enter Sandman" do Metallica pelo Motorhead .
- 2000 – Bat Head Soup – Tribute to Ozzy Osbourne – toca em "Desire"
- 2001 – Frezno Smooth: Original Soundtrack – contém uma versão de "Hardcore" do Twisted Sister  pelo Lemmy
- 2001 – A Tribute to Metallica: Metallic Assault – toca em "Nothing Else Matters"
- 2002 – Rise Above: 24 Black Flag Songs to Benefit the West Memphis Three – toca em "Thirsty & Miserable"
- 2002 – Metal Brigade – toca em "Good Rockin' Tonight" de Lemmy e Johnny Ramone
- 2004 – Spin the Bottle - An All-Star Tribute to KISS - toca em "Shout It Out Loud"
- 2004 – The SpongeBob SquarePants Movie – toca "You Better Swim"
- 2005 – Numbers from the Beast: An All Star Salute to Iron Maiden – toca em "The Trooper"
- 2005 – Metal: A Headbangers Journey
- 2006 – Flying High Again: The World's Greatest Tribute to Ozzy Osbourne – Toca "Desire" com Richie Kotzen
- 2006 – Cover Me in '80s Metal (Fantastic Price Records) – Músicos de Metal regravando sucessos de outros. Toca "It's a Long Way to the Top" do AC/DC.
- 2006 – Butchering The Beatles - Toca "Back in the USSR".
- 2009 – Flip Skateboards Presents Extremely Sorry - Toca "Stand By Me" com Baron e Dave Lombardo.
- 2010 – Danko Jones - Full of regret - Estrela no videoclipe junto a Elijah Wood e Selma Blair
- 2011 – Foo Fighters - White Limo - Estrela no videoclipe